# Xysticus chui
Xysticus chui là một loài nhện trong họ Thomisidae.
Loài này thuộc chi Xysticus. Xysticus chui được Hirotsugu Ono miêu tả năm 1992.